# نوبت تمام شده
نوبت تمام شده (به انگلیسی: Turn It Up) یک فیلم جنایی، درام و اکشن آمریکایی به کارگردانی و نویسندگی رابرت آدتویی با بازی جا رول، پراکازرل ساموئل میشل، فیث اوانس و جیسون استاتهام است.

## داستان
خواننده‌ای به نام دایموند تلاش می‌کند راه خود را از خبابان‌های خطرناک بروکلین جدا کند. با کمک دوست قدیمی خود گیج که به عنوان مدیر برنامه‌های او فعالیت دارد، تلاش می‌کند یکی از کارهای خود را ضبط کند و…

## بازخوردها
در راتن تومیتوز، این فیلم بر اساس بررسی‌های ۳۸ منتقد، ۸ درصد محبوبیت دارد. در متاکریتیک، امتیاز ۱۸ از ۱۰۰، بر اساس بررسی‌های ۱۶ منتقد، نشان دهنده «نفرت شدید» است. تماشاگران مورد بررسی سینماسکور به فیلم نمره D- در مقیاس A تا F دادند.